# سيزار أرواخو
سيزار أرواخو (بالإسبانية: César Araújo)‏ هو لاعب كرة قدم أوروغواياني، ولد في 2 أبريل 2001 في مونتيفيديو في الأوروغواي.

## وصلات خارجية
- سيزار أرواخو على موقع الدوري الأمريكي (الإنجليزية)
- سيزار أرواخو على موقع قاعدة بيانات كرة القدم.إي يو (الإنجليزية)
- سيزار أرواخو على موقع Soccerway.com (الإنجليزية)
- سيزار أرواخو على موقع عالم كرة القدم.نت (الإنجليزية)